# Ərəkit
Ərəkit è un comune dell'Azerbaigian situato nel distretto di İsmayıllı. Conta una popolazione di 1 106 abitanti.